# Цинхай (езеро)
Цинхай (Кукунор) (на китайски: 青海湖; на тибетски: Цо-нгомбо; на монголски: Куконор, Куке Нагур – „синьо езеро“) 
е солено, безотточно езеро в Западен Китай, в провинция Цинхай. Площ 4300 – 4400 km², обем 71,6 km³, максимална дълбочина 32,8 m. То е най-голямото безотточно планинско езеро в Централна Азия.
Езерото Цинхай е разположено в обширната междупланинска Кукунорска равнина, простираща се в южните части на планината Наншан, между хребетите Кукунор на юг и Уншан на север, на 3260 m н.в. Дължина от северозапад на югоизток 110 km, ширина до 80 km, брегова линия 360 km. Езерото е с тектонски произход. Бреговете му са слабо разчленени, като са развити древни езерни тераси с височина до 50 m. Дъното му е предимно тинесто. В него има няколко малки пясъчни острова – най-голям Хайсиншан. В езерото Цинхай се вливат 23 реки, като най-големите са Бух Гол (от запад, образуваща малка делта), Шалюхъ (от север), Болелохъ (от североизток), Даотанхъ (от югоизток). Площ на водосборния басейн 29 660 km². Лятното пълноводие на реките обуславя неговите сезонни колебания в диапазона от 4300 до 4400 km². През лятото водата му се нагрява до 18 – 20 °C, а от ноември до март замръзва. Минерализацията на водата му в сушавите периоди достига до 11,3 g/l. Богато е на риба, основно от семейство карпови. За първи път езерото е изследвано през 1872 г. от видния руски географ и пътешественик николай Пржевалски.